# 新疆庭荠
新疆庭荠（学名：Alyssum minus）是十字花科庭荠属的植物。分布在伊朗、欧洲、中亚、非洲、西伯利亚以及中国大陆的新疆等地，生长于海拔1,000米至1,500米的地区，多生长在草原、山坡或草地，目前尚未由人工引种栽培。
其种加词“minus”意为“较小的”、“较少的”。